# 3501 Olegiya

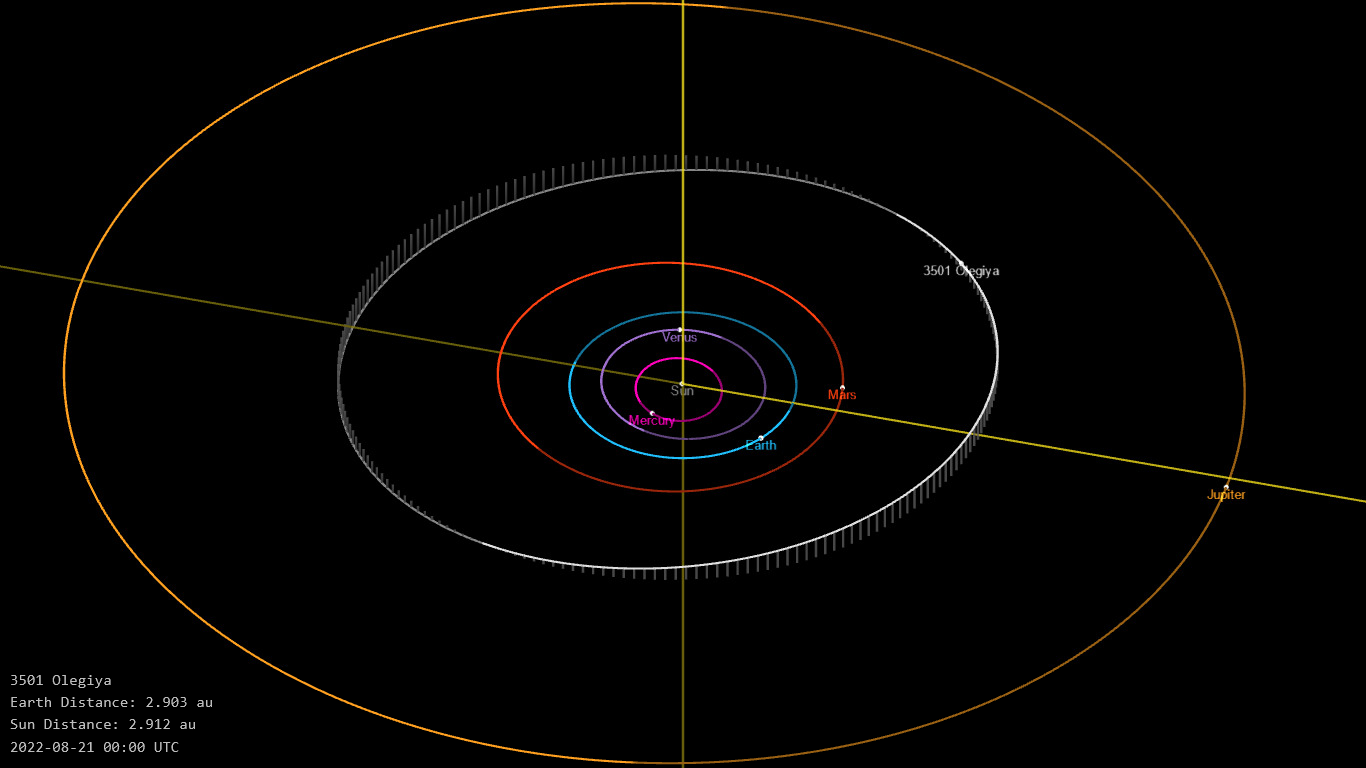

3501 Olegiya è un asteroide della fascia principale del diametro medio di circa 20,81 km. Scoperto nel 1971, presenta un'orbita caratterizzata da un semiasse maggiore pari a 2,9237810 UA e da un'eccentricità di 0,0841997, inclinata di 4,99338° rispetto all'eclittica.